# Bab Ksiba
 (février 2020).
Si vous disposez d'ouvrages ou d'articles de référence ou si vous connaissez des sites web de qualité traitant du thème abordé ici, merci de compléter l'article en donnant les références utiles à sa vérifiabilité et en les liant à la section « Notes et références ».
Bab Ksiba ou porte de Ksiba (arabe: باب القصيبة) est l'une des dix-neuf portes fortifiées de Marrakech, au Maroc. Elle a été construite au XIIe siècle, sous la dynastie almohade.

## Toponymie
Le nom Ksiba, (prononcé Lekssiba), en berbère signifie littéralement « Petit-Fort ».

## Histoire
Cette porte a été construite à l'époque almohade pour donner accès à l'extrémité sud du quartier de la Kasbah de la médina, la première citadelle des sultans du Maroc.

## Lieu touristique
Bab Ksiba, avec Bab Agnaou, donne accès à la kasbah royale dans la partie sud-ouest de la médina de Marrakech, classée au patrimoine mondial de l'UNESCO et un lieu de prédilection pour l'hébergement touristique dans la médina. La kasbah, construite par le sultan almohade Yaqub al-Mansour, est le site d'El Mansouria (la mosquée de la kasbah), du palais El Badi et des tombeaux saadiens.